# Zahltag (Aktionsform)
Zahltag bezeichnet eine vor dem Hintergrund der Hartz-IV-Gesetzgebung entstandene Aktionsform der Erwerbslosenbewegung in Deutschland. Erwerbslose organisieren sich hier zu gemeinsamen Gängen zu den Ämtern, um ihre Rechtsansprüche nicht allein durchsetzen zu müssen.

## Geschichte
Die Aktionsform hat sich seit dem Herbst 2004 aus den Protesten gegen Hartz IV und den Jobcentern zunächst in Köln und dann auch in einigen anderen Städten etabliert. Ausgangspunkt waren Montagsdemos gegen Hartz IV vor allem im Osten der Deutschlands, die Bildung von Arbeitslosenräten in Berlin und die Kampagne „Agenturschluss“. Zu den ersten organisierten Zahltags-Aktionen kam es am 1. und 2. Oktober 2007 in Köln.